# Драматичен театър „Крум Кюлявков“
Общински драматичен театър – Кюстендил е общински театър в град Кюстендил.

## История
Първата самодейна театрална трупа в Кюстендил е създадена на 8 февруари 1873. Тя представя пиесата „Зла жена“ от Йован Попович (побългарена от Д. Душанов).
През 1883 г. е образувана театрална трупа към кюстендилското читалище, съставена от местни културни дейци: Ст. Заимов, Т. Иванов, Ефрем Каранов, Георги Друмохарски, Васил Лекарски и др. Трупата играе комедии и битови пиеси в училището при църквата „Успение Богородично“. През 1884 г. любители при читалището поставят пиесите „Скъперник" от Молиер и „Михалаки чорбаджи“ от Иван Вазов, а на следващата година – „Иванко“ от Васил Друмев и „Смъртта на Потьомкин“.
На 8 ноември 1907 г. в Кюстендил е тържествено открита нова читалищна сграда с театрален салон. Самодейният театрален състав нараства до 120 души (предимно учители, занаятчии, младежи) и играе годишно по 12 – 14 пиеси. По поръчка на ръководството на читалището виенският художник Адолф Квап изработва специална завеса и декори на новата театрална сцена. Сред най-известните самодейци по това време са: Ев. Сърчаджиев (актьор, режисьор и управител на театъра), Н. Грънчаров, Й. Велкова, Ел. Палашева, Н. Въжаров, П. Прокопиев и др.
По време на войните (1912 – 1913, 1915 – 1918) театралният живот замира. Новият подем на театъра започва през сезона 1918 – 1919 г.; начело застава Богомил Андреев – актьор и режисьор. Театралният състав играе предимно руски пиеси: „Женитба“ и „Ревизор“ от Николай Гогол, „На дъното“ и „Еснафи“ от Максим Горки, „Лес“ и „Доходно място“ от Николай Островски, „Живият труп“ от Лев Толстой и др. Голямо културно събитие в живота на Кюстендил е гостуването на Московския художествен академичен театър (Качаловата трупа на МХАТ) през есента на 1920 г., който представя „Село Степанчиково“ от Фьодор Достоевски и през 1924 г. – „Женитба“ от Н. Гогол, „Братя Карамазови“ и „Престъпление и наказание“ от Ф. Достоевски.
През 1920-те и 1930-те години на сцената на Кюстендилския читалищен театър гостуват артисти от Народния театър и други пътуващи театрални трупи.
Началото на полупрофесионален театър се поставя на 3 август 1945 г. под името „Народен читалищен театър“. В неговия състав влизат 4 актьори професионалисти. Театърът има отделен бюджет, за ръководител е назначен Никола Христов, а за режисьор – Г. Бесарабов. През сезона 1946 – 1947 г. начело на театъра застава Крюгер Николов (актьор и режисьор), който привлича в състава група артисти професионалисти. Под негово ръководство „Народен читалищен театър" – Кюстендил, бързо израства в своето развитие.
До 1948 г. театърът не съществува самостоятелно, а е част от дейността на кюстендилското читалище „Братство“. През 1948 г. театърът става общински и се обособява като самостоятелна институция с директор Крюгер Николов. През сезон 1949 – 50 г. театърът, с режисьор Г. Попов и директор Н.Христов, преминава на издръжка към общината.
С указ на Държавният съвет от 1 януари 1952 г. театърът става държавен, с директор А. Георгиева (до 1962). Под нейно ръководство театърът укрепва и се утвърждава като авторитетен културен институт. През този период се открояват с високото си професионално майсторство редица постановки: „Село Борово“, драматизация на Н. Икономов, „Свекърва“ и „Вампир“ от Антон Страшимиров, „Тартюф“ от Молиер, „Когато слушаш хората“ от Бранислав Нушич (реж. А. Траянов), „Майстори" от Рачо Стоянов (постановка на М. Михайлов) и др. От началото на сезон 1962 – 1963 г. директор на театъра е актьорът П.Костов (до 1968). Театърът се насочва предимно към съвременната българска драматургия: „Всяка есенна вечер“ от Иван Пейчев, „Тревога“ от Орлин Василев, „Прокурорът“ от Георги Джагаров и др. От есента на 1968 г. до 1974 г. директор на театъра е актьорът В. Червенков. От началото на сезон 1976 – 1977 г. директор и главен художествен ръководител на театъра е актьорът Димо Илинкин.
С Указ на Президиума на Народното събрание от 26 май 1969 г. театърът е наименуван „Държавен драматичен театър „Крум Кюлявков“.
Новата сграда на театъра е открита на 6 февруари 1978 година лично от министъра на културата Людмила Живкова с пиесата на Рачо Стоянов „Майстори“, постановка на проф. Елка Михайлова.
През 2004 година театъра отново става общински, като се използва наименованието Общински драматичен театър – Кюстендил.
На 16 декември 2008 година е открита нова камерна зала за куклен театър с премиера на пиесата „Пук“от Валери Петров, постановка на режисьора Валентин Владимиров.

## Известни постановки на театъра
В повече от 130-годишната си дейност театърът е реализирал значителни творби на изтъкнати български автори, като „Службогонци“, „Под игото“, „Двубой" (Иван Вазов), „Вампир" и „Свекърва“ (Антон Страшимиров), „В полите на Витоша“ (Пейо Яворов), „Боряна“ (Йордан Йовков), „Борсанови“ (Крум Кюлявков), „Гераците“ (Елин Пелин), „Майстори" (Рачо Стоянов), „Иванко" (Васил Друмев), „Царска милост“ и „Иван Шишман“ (Камен Зидаров), „Щастие“ и „Любов“ (Орлин Василев), „Рози за д-р Шомов“, „Наградата“, „Професия за ангели“ (Драгомир Асенов), „Всяка есенна вечер“ (Иван Пейчев), „Криминална песен“ (Иван Радоев), „Съдии на самите себе си“ (К.Георгиев), „Младоженецът“ (Емил Манов), „Писмата“ (Никола Русев), „Монахът и неговите синове“ (М.Милков) и мн.други.
За периода 1952 – 2010 г. на кюстендилска сцена са поставени и изиграни 323 пиеси на 190 автори.

## Директори на театъра (1945 – 2010)
- 1945 – 1946: Никола Христов;
- 1946 – 1947: Крюгер Николов;
- 1949 – 1950 и 1952: Никола Христов;
- 1952 – 1962: Ангелина Георгиева;
- 1962 – 1968: Петър Костов;
- 1968 – 1976: Васил Червенков;
- 1976 – 1989: Димо Илинкин;
- 1989 – 1990: Иван Стефанов;
- 1990 – 1992: Иван Янчев, Румен Иванов;
- 1992 – 1993: Васил Червенков;
- 1993 – 1996: Иван Стефанов;
- 1996 – 1998: Илия Божилов, Душко Добрев;
- 1998 – 2001: Лозен Йорданов;
- 2001 – 2003: Румен Димитров, Стефан Къшев, Орхан Таир;
- 2003 – 2005: Белла Цонева;
- 2005 – 2008: Илия Божилов;
- от 2008 г.: Чавдар Ненов.

## Режисьори, работили в театъра
За развитието на театъра, особени заслуги имат режисьорите от няколко поколения. За периода от основаването му до 9 септември 1944 г. най-значителни режисьори са Е. Сърчаджиев, Б. Андреев, П. Свраков. След 1944 г. могат да се отбележат имената на режисьорите Г. Бесарабов, Крюгер Николов, А. Георгиева, Св. Атанасов, М. Събев.
Някои от по-известните режисьори гостували на Кюстендилския театър са: Мойс Бениеш, поставил „Големанов“ през 1954 г., Асен Траянов, поставил „Сватбата на Фигаро“, „Моралът на г-жа Дулска“ и „Когато слушаш хората“, Радио-режисьорът Георги Аврамов, направил постановките на пиесите „В люляковата градина“ и „Д-р“. Големият драматург Никола Русев започва работа в Кюстендилския театър като режисьор и поставя „Вампир“. Хачо Бояджиев прави дипломната си работа в Кюстендилския театър като поставя пиесата „Два ангела слизат от небето“. Редица големи български режисьори правят свои постановки в Кюстендилския театър: Димитър Стратев – „Под Игото“; Стефан Гъдуларов – „Пътища“ и „Анатема“; Лиляна Тодорова – „Кандидат за луната“, „Червеният петел“, „Снежанка и седемте джуджета“; Стефан Караламбов – „Тревога“; проф. Кръстьо Мирски – „Снаха“; проф. Сашо Стоянов – „Искри по скелите“ и „Звездопът“; проф. Елка Михайлова – „Майстори“ и „Знамето“; Стефан Гецов – „Хъшове“; Любомир Кабакчиев – „Живият труп“; Асен Шопов – „Ех това Зинче“ и „Черна комедия“; проф. Надежда Сейкова – „Боряна“ и „Гераците“; Никола Петков – „Двубой“, „Големанов“ и „Милионерът“; Вили Цанков – „Вампир“; Владимир Петков – „Срещи в сряда“; проф. Румен Рачев – „Съкровището на Силвестър“; Димитър Стоянов – „Женско царство“, Душко Добрев – „Великденско вино“, „Физици“ – Фр. Дюренмат, „Одисей пътува за Итака“, „Любовни булеварди“ и още 15 постановки – режисьорът с най-много постановки в Драм. Театър – Кюстендил, Веселин Бояджиев – „Квартет“ и др.

## Сценографи, работили в театъра
Началото на професионалната сценография на кюстендилската сцена поставя известният художник Адолф Квап. Той изработва постоянни декори, представляващи кулиси-проспекти, които се използват от театъра в продължение на много години. До 9 септември 1944 г. сценографското оформление на постановките е дело предимно на местните художници Д. Стаматов, Б. Лазов, Н. Мирчев, Л. Бояджиев, Ив. Юнишев, М. Кръстев и др. С изграждането на професионалния театър за сценографи се привличат постоянни художници. Особен принос за развитието на сценографията на кюстендилска сцена имат художниците: К. Константинов, Г. Каракашев, А. Попов, Св. Неделчева, В. Мачева, Д. Стефанов, Г. Иванов, Г. Стайкова, И. Йорданов, Й. Бадев, Ангел Доцев, Борис Стойнов и др.

## Известни актьори, работили в театъра
В творческия колектив на театъра са се утвърдили голям брой актьори, които имат свой принос в развитието на театъра, за неговия творчески подем. Сред тях се открояват Б. Андреев, Г. Попов, А. Георгиева, К. Попов, Г. Петков, Ж. Стефанова, Р. Янева, М. Македонска, П. Мачев, Ан. Алексиев, Л. Илиева, Д. Янбастиев, Г. Димитров,Й. Попмилачкова. и др. Известни български артисти са гастролирали на кюстендилска сцена: Георги Калоянчев, Стоянка Мутафова, Иван Янчев, Виолета Донева, Любомир Кабакчиев, Меглена Караламбова, Стефан Гецов, Георги Георгиев – Гец, Йосиф Сърчаджиев, Асен Кисимов, Стойчо Мазгалов, Виолета Минкова, Пламен Сираков и мн.др.

## Награди
По случай 100-годишнината от театралното дело в Кюстендил през 1974 г., театърът е награден с орден „Червено знаме на труда“.

## Съвременна трупа (2023/2024)
- Актьори: Лазар Панев, Йордан Данчев, Костадин Жеков
- Актриси: Адриана  Пипонова, Стела Здравкова, Биляна Бичовска, Боряна Илиева, Емилия Красимирова, Цветелина Николова, Ивана Иванова
- Режисьор: Станислава Ризова

## Репертоар (2023/2024)
- „ДВАМА, ЧЕТИРИМА, СЕКСима“ (автор: Щефан Фьогел; режисьори: Асен Блатечки, Николай Урумов)
- „Оскар“ (автор: Клод Мание; режисьор: Станислава Ризова)